# Petinomys vordermanni
Petinomys vordermanni es una especie de roedor de la familia Sciuridae.

## Distribución geográfica
Se encuentran en Indonesia, Malasia y Birmania.